# JR西日本ステーションシティ
JR西日本ステーションシティ株式会社（ジェイアールにしにほんステーションシティ）は、大阪府大阪市で不動産の賃貸及び管理、商業施設の運営を行うJR西日本のグループ企業。主に、大阪駅の駅ビルであり世界最大の駅ビルである「大阪ステーションシティ」の管理・運営（プロパティマネジメント）を行っている。旧社名は「大阪ターミナルビル」であった。
大阪ステーションシティを構成する「ノースゲートビルディング」（大阪駅新北ビル）と「サウスゲートビルディング」（大阪ターミナルビル）を管理・運営する企業である。またサウスゲートビルディング16階の飲食ゾーン「イチロクグルメ」は同社がデベロッパーとして直接運営している。2024年、大阪駅西側に「イノゲート大阪」が竣工したほか、日本郵便・JTBなどと共同で「JPタワー大阪」を建設し、それらにより、事業展開規模が延床面積ベースで現在の2倍近くに大きく拡大している。

## 概要
サウスゲートビルディングの前身である「アクティ大阪」を運営する会社として設立された。2011年からは「大阪ステーションシティ」を運営する会社となっている。

## 沿革
- 1983年（昭和58年）4月27日 - アクティ大阪がオープン。
- 2011年（平成23年）
  - 3月16日 - アクティ大阪を増改装し、サウスゲートビルディングがオープン[6]。
  - 5月4日 - ノースゲートビルディングがオープンし、大阪ステーションシティのグランドオープンとなる[7]。
- 2024年（令和6年）
  - 7月31日 - イノゲート大阪がオープン[4]し、JPタワー大阪がグランドオープン[5]。
  - 9月19日 - 「JR西日本ステーションシティ株式会社」への社名変更を発表[8]。
  - 10月1日 - イノゲート大阪のオフィス稼働に伴い、現社名に変更[8]。